# الأوزبك في الصين
الأوزبك في الصين هم إحدى المجموعات العرقية الـ 56 المعترف بها رسميًا في الصين. بلغ إجمالي عدد سكان الأوزبك في الصين في عام 2021 12742 نسمة، منتشرين في يينينغ وشاشي وأورومتشي وتاتشنغ وأماكن أخرى في جميع أنحاء شينجيانغ. يعيش معظمهم في المناطق الحضرية وقليل منهم في المناطق الريفية. بلدة دانانغو الأوزبكية هي البلدة الأوزبكية الوحيدة في الصين. يتحدث الأوزبك في جنوب شينجيانغ اللغة الأويغورية لأنهم عاشوا بين الأويغور لفترة طويلة، ويتحدث الأوزبك في المناطق الرعوية في شمال شينجيانغ اللغة الكازاخية. 

## التاريخ
يعود تاريخ الأوزبك في الصين إلى عهد القبيلة الذهبية، التي سادت آسيا الوسطى وأجزاء من الصين بين القرنين الثالث عشر والخامس عشر. ينحدر العديد من الأوزبك في الصين من تجار سافروا على طول طريق الحرير، بينما وصل آخرون في خمسينيات القرن الثامن عشر عقب أحداث تاريخية شهدتها المنطقة. 
الأوزبك إحدى المجموعات العرقية الـ 56 المعترف بها رسميًا في الصين، ويبلغ عدد سكانها حوالي 10,000 نسمة، أي ما يقل عن 0.001% من إجمالي السكان. يقيمون بشكل رئيسي في شينجيانغ، وخاصة في مدن مثل يينينغ، وتاتشنغ، وأورومتشي، وشاتشي، ويتشنغ، وكاشي. تاريخيًا، انخرط الأوزبك في التجارة في غرب الصين لقرون، وأقاموا مستوطنات هناك في القرن السادس عشر.
تقليديًا، كان الأوزبك في الصين من سكان المدن، ويمارسون التجارة والأعمال. في تسعينيات القرن الماضي، كان أقل من 30% منهم مزارعين أو رعاة، وكان معظمهم عمال مصانع وفنيين وتجار. وكانت مستويات الإلمام بالقراءة والكتابة لديهم من بين أعلى المعدلات في شينجيانغ.
ثقافيًا، اندمج الأوزبك في الصين مع مجموعات عرقية أخرى، وكثيرًا ما تزاوجوا مع الأويغور والتتار. ومن السمات المميزة قبعاتهم المستديرة وتصاميم التطريز الفريدة على ملابسهم.
مصطلح "أوزبكي" مشتق من اسم قائد من القرن الرابع عشر ساهم في توحيد الشعب الأوزبكي واعتناقهم الإسلام. يجمع الاسم بين كلمتين تركيتين: "أوز" (أصيل) و"بك" (رجل)، بمعنى "الرجل الأصيل".
تفاوت عدد سكان الأوزبك في الصين على مر السنين. ففي عام ١٩٥٣، سُجِّل أكثر من ١٣٦٠٠ أوزبكي في البلاد. وبحلول تعداد عام ١٩٦٤، ارتفع هذا العدد إلى حوالي ٧٧٠٠. ويُعدّ الأوزبك من الأقليات العرقية المعترف بها رسميًا في الصين، ويحافظون على تراثهم الثقافي.

## شخصيات بارزة
- شيرين عبد اللهيفا - موسيقي أوزبكستاني [6][7]